# 同性戀研究及治療全國協會
同性戀研究及治療全國協會（英文：The National Association for Research & Therapy of Homosexuality，縮寫：NARTH），成立於1992年，是美國的一個研究並致力於轉變同性戀者的性傾向的團體。
同性戀研究及治療全國協會反對美國心理學會1973年認定同性戀非心理疾病的結論。美國醫學與科學界的多數團體和人士認為，轉變治療令人擔心，並可能有害；而且有關的討論高度政治化，雙方互相指責研究動機及學者人品。

## 起源
同性戀研究及治療全國協會聲稱，同性戀活躍分子不斷向美國多個心理和精神病學的協會施壓，逼使這些協會宣佈改變同性戀者性傾的療法是不道德的。 
- 1973年，美國精神医学学會认为同性戀不是一種疾病，也沒有必要進行治療。
- 一些科學家和醫生反對這觀點。有美國精神醫學專家反對美國精神病學會的結論[5]，並說：
  - 美國精神病學協會認為改變性傾向治療是無效的不單是錯誤的結論並且是一種誤導，因為有精神分析報告說治療是有效果的。
  - 他們指這種治療「具傷害性」的聲明也是完全錯誤的。 假如個人沒有獲得適當幫助、諮詢，而違反他人意願下作同性戀者，這對他個人而言是「具傷害性」的。
  - 對於精神病學協會指改變性傾向治療帶來的負面報導等於剝奪了精神科醫生執業的自由。 此自由是受美國憲法所保障的。
- 1992年，Dr. Charles Socarides、Dr. Benjamin Kaufman及Dr. Joseph Nicolosi成立了NARTH。 NARTH希望所有國家組織，包括宗教團體，提供科學證據支持他們的研究[6]。

## 概況
該會的會員主要來自心理學家、註冊社工、精神分析學家及精神科醫生。 從不同地方和使用不同治療方法的報告中，NARTH 發現治療同性戀的過程緩慢，往往歷時數載，成功率不高，在美國引起許多訴訟，尤其對未成年人的傷害。 該會也無法正視他們無以數計的醜聞。

## 爭議中的觀點
同性戀研究及治療全國協會聲稱，同性戀者是可以透過輔導及治療而脫離同性戀生活，並可以成功地轉變成爲異性戀者或者離棄同性戀。美國心理學協會卻認為，還沒有足夠的科學研究顯示，改變性取向的療法是安全或有效。目前，有些人仍在爭議這觀點，認為議題仍未有結論  。

## 外部連結
- 美國同性戀研究及治療全國協會 （页面存档备份，存于）（官方網站）